# Smarandache–Wellin数
在數學中，Smarandache–Wellin数，是將前n個質數照順序寫在一起組成的新數，簡單的說就是將前n個質數照順序疊起來的数就是Smarandache–Wellin数。例如:第3個Smarandache–Wellin数，將前三個質數2、3、5寫在一起，等於235。例如：第6個Smarandache–Wellin数，將前六個質數2、3、5、7、11、13寫在一起，等於23571113。Smarandache–Wellin数名稱來自弗羅蘭廷·斯馬蘭達克和保羅·R·威林。
前幾個Smarandache–Wellin数為：
2, 23, 235, 2357, 235711, 23571113, 2357111317, 235711131719, 23571113171923, 2357111317192329, 235711131719232931, 23571113171923293137, 2357111317192329313741.........（OEIS數列A019518）
同時是質數的Smarandache–Wellin数稱為Smarandache–Wellin素數，目前共發現7個，第8個正等待證明（有可能是偽質數）。